# Open Skies

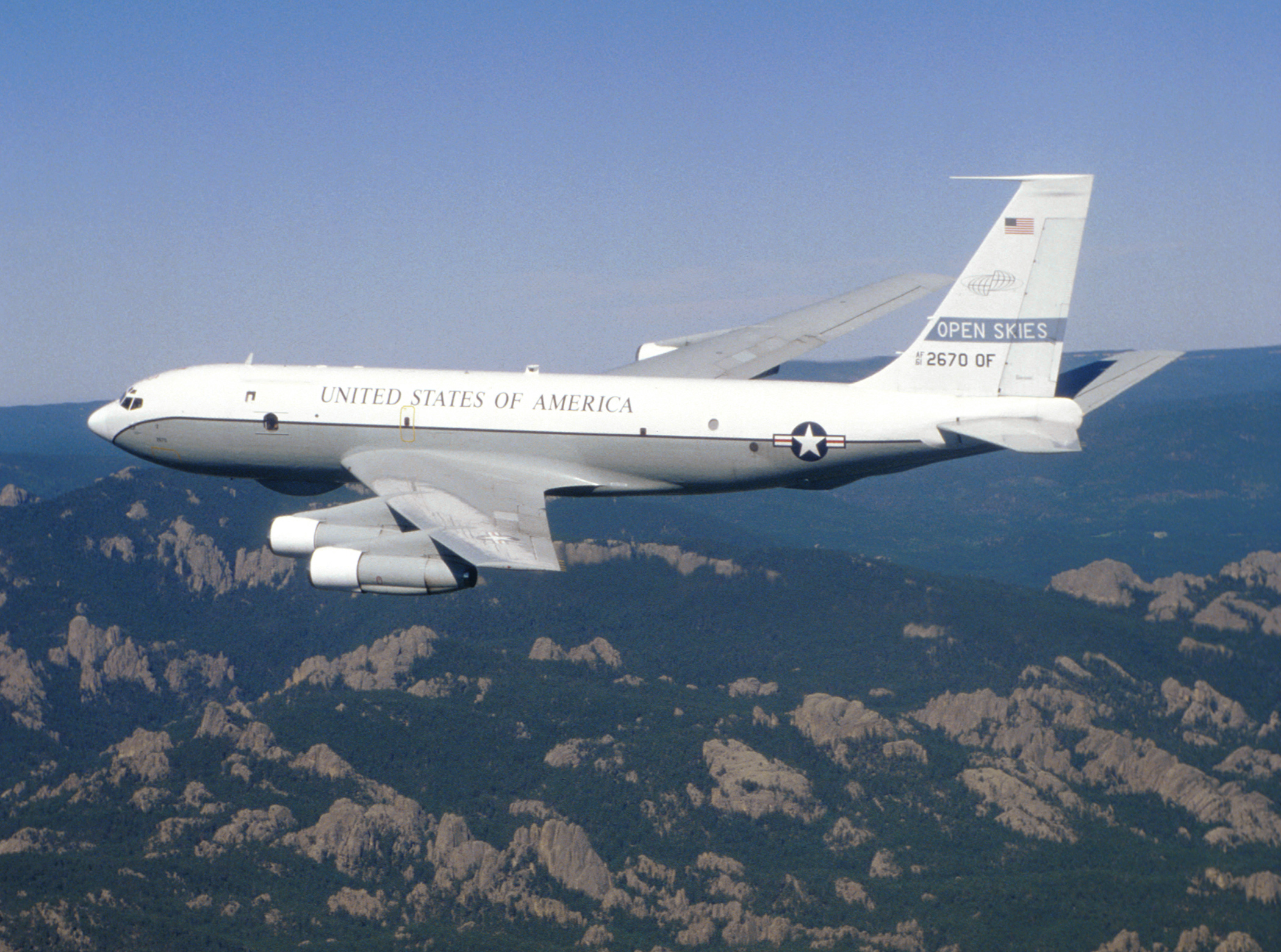
OC-135B Open Skies är ett observationsflygplan för det amerikanska flygvapnet som stöder fördraget om Open Skies. Flygplanet är en modifierad WC-135B, som gör helt obeväpnade observationsflygningar över deltagande parter i fördraget.

Open Skies är ett avtal som innebär att medlemsländerna däri får genomföra omfattande spaningsflygningar över varandras territorium. Avtalet omfattar rustningskontroll, inklusive förtroende- och säkerhetsskapande åtgärder.
Begreppet "Open Skies" lanserades första gången av president Dwight D. Eisenhower vid fyrmaktstoppmötet i Genève 1955. Tanken återuppväcktes av George Bush 1989 när man började skönja slutet på det kalla kriget. Kanada och Ungern tog då initiativet till en konferens i Ottawa. Det nuvarande avtalet trädde i kraft 2002 och administreras av en kommission, The Open Skies Consultative Commission. Avtalet har undertecknats av 34 länder.
Att det över huvud taget kom till stånd beror på utvecklingen av satellittekniken. Upplösningen på satellitbilderna gör flygfotospaning nästan överflödig.
USA trädde ur Open Skies Treaty den 22 november 2020. Eftersom USA inte avser att återansluta sig till avtalet så lämnar 2021 även Ryssland.